# اچ‌ام‌اس فوریوس (۴۷)
اچ‌ام‌اس فوریوس (۴۷) (به انگلیسی: HMS Furious (47)) یک کشتی بود که طول آن ۷۸۶ فوت ۹ اینچ (۲۳۹٫۸ متر) بود. این کشتی در سال ۱۹۱۶ ساخته شد.